# هیدرولاز اسید
هیدرولاز اسید آنزیمی است که در پی‌اچ‌های اسیدی بهترین کارکرد را دارد. محیط اسیدی درون لیزوزوم سبب شده‌است که این ماده معمولاً در لیزوزوم یافت شود. هیدرولاز اسیدها می‌توانند شامل نوکلئازها، پروتئازها، گلیکوزیدازها، لیپازها، فسفاتازها، سولفاتازها و فسفولیپازها باشند و تقریباً ۵۰ آنزیم تجزیه‌کننده لیزوزوم را تشکیل می‌دهند که مواد زیستی را تجزیه می‌کنند.
گونه‌های هیدرولاز اسید:
- نوکلئازها
- لیپازها: برای نمونه لیپاز اسید لیزوزومی.
- پروتئازها
- گلیکوزیدازها

## جستارها وابسته
- پپتیدهای ضد میکروب
- کاتلیسیدین
- هیدرولاز